# Lysøen
Lysøen is een Noors eiland in de gemeente Bjørnafjorden in Vestland. Het verkreeg in 1984 de status van museum. Het staat bekend om de villa en sprookjestuin van de 19e-eeuwse violist en componist Ole Bull.

## Geschiedenis
Op het eiland was aanvankelijk een boerderij gevestigd die daar in 1670 was gebouwd. In 1872 werd het eiland gekocht door Ole Bull die er een grote villa liet bouwen onder toezicht van een bekende architect uit zijn tijd, Conrad Fredrik von der Lippe (1833 - 1901). De villa kent verschillende architectonische stijlen. Zo zijn er een Zwitserse chaletstijl en Moorse architectuur in te herkennen en kent een van de torens de ui-stijl uit de Russische architectuur.
Zijn eiland ter grootte van 71 hectare vormde hij om tot een sprookjesachtig koninkrijk, met romantische paden, vijvers en tuinhuisjes. Verder zijn er exotische bomen en bosjes aangeplant in een inheems dennenbos. De wandelpaden op het eiland hebben bij elkaar een lengte van dertien kilometer. Amerikaanse afstammelingen van Bull lieten in 1903 een toren bouwen op het eiland, waarvan het hoogste punt 76 meter boven zeeniveau uitsteekt.
Sylvea Bull Curtis, een Amerikaanse kleindochter van Bull, schonk het eiland in 1974 aan de Fortidsminneforeningen, een Noorse vereniging voor het behoud van monumenten. In 1984 werd het eiland opengesteld voor het publiek en verkreeg het de status van museum. Van mei tot en met augustus worden er rondleidingen gegeven onder begeleiding van een gids. De villa van Ole Bull heeft eveneens een museumfunctie. Verder is het eiland elke zomer een van de locaties van het Internationale Festival van Bergen.

## Galerij
| Villa Lysøen |  | Park op het eiland |
| Villa Lysøen |  | Park op het eiland |